# Installation des Français en Côte d'Ivoire
Les premiers Européens qui s'installent en Côte d'Ivoire sont les Français.
Sur la côte, ils construisent des comptoirs de commerce. Ils créent des plantations de caféiers, de cacaoyers et de bananiers. Ils exploitent le bois, l'or et le palmier à huile. Les Français signent de nombreux traités de protectorat avec les chefs coutumiers et avec les rois.
C'est ainsi que le 10 mars 1893, la Côte d'Ivoire devient une colonie française avec pour premier gouverneur Louis-Gustave Binger et pour première capitale Grand-Bassam.

## Premiers contacts des Français  avec la Côte d'Ivoire
- Au XVIIe siècle, les premiers Européens qui s’installent en Côte d’Ivoire sont des missionnaires français. Ils s’établissent sur la côte à Assinie en 1687 et commencent à convertir les populations au christianisme. Ils construisent un fort qu’ils abandonnent par la suite.
- Au XIXe siècle, un deuxième groupe de Français constitué de commerçants installe sur la côte les premiers comptoirs de commerce pour acheminer vers l’Europe les produits dont son industrie a besoin. Le capitaine Bouët-Willaumez est chargé de protéger ces comptoirs et de lutter contre le trafic négrier. Il signe des traités avec les chefs traditionnels de la côte et établit le protectorat de la France sur la Côte d’Ivoire.
- Au milieu du XIXe siècle, le capitaine Louis Faidherbe signe des traités « d’amitié » avec les peuples lagunaires et fait construire un fort à Dabou.

La traite des Noirs étant interdite depuis 1848, les Français cherchent à exploiter le pays d’une autre manière. Ils créent des plantations de caféiers et de cacaoyers dans lesquelles ils emploient la main d’œuvre locale.
Arthur Verdier construit à Grand-Bassam une importante factorerie pour l’achat de l’huile de palme. En 1878, il devint le représentant de la France en Côte d’Ivoire.

## Exploration du territoire ivoirien
Les Français veulent pénétrer à l'intérieur des terres à la recherche de l'or et du bois. Ils veulent également établir leur domination sur le pays avant les Anglais.
Plusieurs explorateurs entreprennent de parcourir l'arrière-pays et de signer des traités avec différents chefs et rois.  
Treich-Laplène remonte le fleuve Comoé, atteint Bondoukou, puis Kong. Il signe des traités de protectorat avec de nombreux chefs coutumiers.
Le capitaine Louis Gustave Binger, parti de Bamako, parcourt la boucle du Niger et atteint Kong, où il signe un traité de protectorat avec le roi Bamako Ouattara. Au cours de ce voyage, il recueille de nombreux renseignements qui permettent de dresser une carte exacte de la région.
Après ces explorations, les Français appellent le pays la Côte de l'Or. Mais pour le distinguer du pays voisin, la Côte-de-l'Or britannique (Ghana actuel), occupé par les Anglais, ils lui donnent le nom de Côte d'Ivoire en raison du commerce actif des défenses d'éléphants sur la côte.

## Différents explorateurs Français de la Côte d'Ivoire
| Image | Nom et Prénom(s)        | Fonction                      | Ville ou Commune ivoirienne issue du nom de l'explorateur |
| ----- | ----------------------- | ----------------------------- | --------------------------------------------------------- |
|       | Édouard Bouët-Willaumez | Officier de marine            | Port-Bouët                                                |
|       | Marcel Treich-Laplène   | Administrateur colonial       | Treichville                                               |
|       | Louis-Gustave Binger    | Officier de l'armée française | Bingerville                                               |
|       | Louis Faidherbe         | Militaire                     |                                                           |
|       | Arthur Verdier          | Armateur                      |                                                           |

## Création de la colonie de Côte d'Ivoire
Les traités signés avec les rois et les chefs coutumiers placent le territoire de la Côte d'Ivoire sous la protection de la France. Ainsi la Côte d'Ivoire devient une colonie française le 10 mars 1893. Louis Gustave Binger en est le premier gouverneur. La capitale est Grand-Bassam. Cependant, la France n'a pas une mainmise totale sur sa colonie,

#### Personnalités
- Arthur Verdier
- Marcel Treich-Laplène
- Louis-Gustave Binger
- Édouard Bouët-Willaumez
- Louis Faidherbe